# Митякинське сільське поселення
Митякинське сільське поселення — муніципальне утворення у Тарасовському районі Ростовської області. Адміністративний центр поселення — Митякинська станиця.
Населення - 2902 осіб (2010 рік).

## Географія
Поселення розташоване на південному заході Тарасовського району, на лівому березі Сіверського Дінця у прикордонній з Україною зоні.
Поселення розташоване на лівому березі Сіверського Дінця й його лівих приток Деркул, Дубовайчик й Митякинка, а також озер Перебій, Єсаульське, Закатне, Дурне, Підпісочне (Підпіщане) й Конькине. На поселенні розташовані урочища Дегтярне, Сушняки.
Митякинська станиця положена над Підпісочним озером у зоні лівого берегу Сіверського Дінця; хутір Дуби - над річкою Дубовайчик, хутір Садки - над Митянкою. хутір Патроновка - у зоні річки Деркул.
Західніше хутору Патронівка розташована залізнична станція Стара Іллінка.

## Адміністративний устрій
До складу Митякинського сільського поселення входять:
- станиця Митякинська - 2081 особа (2010 рік);
- хутір Дуби - 597 осіб (2010 рік);
- хутір Патроновка - 130 осіб (2010 рік);
- хутір Садки - 94 особи (2010 рік).